# Åkerbo landsfiskalsdistrikt
Åkerbo landsfiskalsdistrikt var 1918–1964 ett landsfiskalsdistrikt i Kalmar län, bildat när Sveriges indelning i landsfiskalsdistrikt trädde i kraft den 1 januari 1918, enligt beslut den 7 september 1917. Den 1 januari 1965 avskaffades i Sverige samtliga landsfiskaler och landsfiskalsdistrikt, och deras arbetsuppgifter delades upp på de nyskapade indelningarna polisdistrikt, åklagardistrikt och kronofogdedistrikt.
Landsfiskalsdistriktet låg under länsstyrelsen i Kalmar län.

## Ingående områden
När Sveriges nya indelning i landsfiskalsdistrikt trädde i kraft den 1 oktober 1941 (enligt kungörelsen den 28 juni 1941) tillfördes kommunerna Alböke och Löt från Borgholms landsfiskalsdistrikt. När Sveriges nya indelning i landsfiskalsdistrikt trädde i kraft den 1 januari 1952 (enligt kungörelsen 1 juni 1951) ändrades distriktets omfattning.

### Från 1918
Åkerbo härad:
- Böda landskommun
- Föra landskommun
- Högby landskommun, Öland
- Källa landskommun
- Persnäs landskommun

### Från 1 oktober 1941
Runstens härad
- Löts landskommun

Slättbo härad:
- Alböke landskommun

Åkerbo härad:
- Böda landskommun
- Föra landskommun
- Högby landskommun, Öland
- Källa landskommun
- Persnäs landskommun

### Från 1 januari 1952
- Köpingsviks landskommun
- Ölands-Åkerbo landskommun